# Legalize It
Legalize It är ett album av reggaemusikern Peter Tosh, utgivet 1976. Det var hans debutalbum som soloartist efter att ha lämnat bandet The Wailers 1974, efter framgångarna med The Wailers första två album 1973.
Albumet Legalize It spelades in på Treasure Isle och Randy's i Kingston, Jamaica 1975 och gavs ut 1976 på skivbolaget CBS. I titellåten "Legalize It" uppmanar Peter Tosh de jamaicanska myndigheterna att legalisera marijuana och pekar på samhälleliga fördelar med en sådan åtgärd. Denna låt var den första som på ett internationellt plan kopplade ihop reggae med marijuanarökning. Låten "Burial" handlar om de rastafari-troendes ovilja att gå på begravningar eftersom de menar att rättrogna rastafarier har evigt liv.

## Låtlista
1. "Legalize It" (Peter Tosh) - 4:35
2. "Burial" (Peter Tosh) - 3:54
3. "What'cha Gonna Do?" (Peter Tosh) - 2:25
4. "No Sympathy" (Peter Tosh) - 4:35
5. "Why Must I Cry" (Bob Marley, Peter Tosh) - 3:08
6. "Igziabeher (Let Jah Be Praised)" (Peter Tosh) - 4:37
7. "Ketchy Shuby" (Peter Tosh) - 4:53
8. "Till Your Well Runs Dry" (Neville Livingston, Peter Tosh) - 6:09
9. "Brand New Second Hand" (Peter Tosh) - 4:03

## Medverkande
- Peter Tosh - gitarr, keyboards, sång
- Al Anderson - gitarr
- Aston "Family Man" Barrett - bas
- Carlton Barrett - trummor
- Tyrone "Organ D" Downie - keyboards
- Donald Kinsey - gitarr
- Robbie Lee - munspel
- Rita Marley - sång
- Robert Shakespeare - bas
- Bunny Wailer - sång